# Foro de Dougga
El Foro de Dougga es una plaza pavimentada, con algunos restos en su contorno, que se encuentra en el yacimiento arqueológico de Dougga en Túnez, en la parte izquierda mirando al capitolio de frente. Está protegido en el fondo por una muralla bizantina de construcción muy posterior.

Plano del área del foro
Hacia el este, de norte a sur, el Templo de Mercurio y el de la Piedad de Augusto, plaza de los Vientos y el mercado en el oeste, con el Capitolio y a la izquierda de él los cimientos del templo de Masinisa divinificado; en color gris claro la fortaleza bizantina.

En la derecha tiene la plaza de los Vientos, llamada así por tiene grabados en su suelo los nombres de los doce vientos que se dan en Túnez; al fondo de esta plaza de los Vientos, se encuentra un pequeño templo llamado de Mercurio, encontrándose también el antiguo edificio del mercado del que sólo queda el pavimento, se cree que fue fundado por el emperador Claudio o un poco antes por Tiberio. El área de la plaza de los Vientos era llamada en época romana area macelli (plaza del mercado). Durante largo tiempo, los arqueólogos habían pensado en una creación ex nihilo, pero esta visión está claramente en contradicción con la presencia de un templo dedicado a Masinisa divinizado cuyas subestructuras se han identificado recientemente en la parte posterior del Capitolio. El fórum medía 38,5 x 24 metros y estaba rodeado de pórticos por tres de sus lados.